# Ribeauvillé
Ribeauvillé (alemão Rappoltsweiler) é uma comuna francesa na região administrativa de Grande Leste, no departamento Alto Reno. Estende-se por uma área de 32,26 km². Em 2010 a comuna tinha 4 867 habitantes (densidade: 150,9 hab./km²).